# Плимут (Миннесота)
Пли́мут (англ. Plymouth) — город в США, шестой по величине город штата Миннесота. Расположен в округе Хеннепин (англ. Hennepin), в 24-х километрах к северо-западу от центра города Миннеаполис.
Плимут — четвёртый по величине город агломерации «Миннеаполис—Сент-Пол», которая является шестнадцатой по населению агломерацией в Соединенных Штатах, приблизительно с 3,2 миллионами жителей.
Население города — 70 102 человека (2006).
Плимут — родной город американского сенатора от Миннесоты Эми Клобучар.